# Messingoksen
Messingoksen, også kaldt Kobberoksen og Falaris' okse, var et torturinstrument og en henrettelsesmetode fra antikken. Indretningen var lavet af messing eller kobber og var formet som en hul oksefigur som den dødsdømte blev lukket inde i. Messingoksen blev så varmet op over bål for at offeret indeni blev brændt ihjel. Kobberoksens hoved skulle have været udformet sådan at røgen kom ud af næseborene og smerteskrigene fra offeret lød som hylene fra en rasende okse.

## Historie
Messingoksen har sin oprindelse i fortællingen om den grusomme tyran Falaris som herskede i den græske by Akragas (Agrigento) på Sicilien fra omkring 565 til 549 f. Kr. Falaris skulle angiveligt have fået messingsmeden Perillios fra Athen til at lave oksen, men da den var færdig, blev han selv beordret til at teste dens interiør. Efter at Falaris blev styrtet, blev også han dræbt i selvsamme messingokse.
Det er også flere beretninger om at romerne brugte denne metode til at dræbe kristne martyrer som den kristne general Eustachius, som i følge legenden blev stegt levende i en messingokse sammen med kone og børn.
Den romerske satiriker Lukian af Samosata fra 100-tallet er den første, som har givet en detaljeret beskrivelse af brugen af messingoksen.
I middelalderen opstod tvivl om de gamle fortællinger og tro på at de kunne stamme fra historier om offerkulten omkring den kanaanæiske gud Molok som fønikerne havde indført på Sicilien.
Søren Kierkegaard indleder værket Enten-Eller med en metaforisk sammenligning af et ophold i Falaris' okse med digtersjælens kvaler.

## Eksterne links
- Om Falaris og oksen (på engelsk) Arkiveret 20. juni 2010 hos  Wayback Machine
- Lukian af Samosatas tekst om Falaris og oksen (på engelsk)
- Middelalderfremstilling af martyrer i oksen